# Cabbio
Cabbio foi uma comuna da Suíça, no Cantão Tessino, com cerca de 181 habitantes. Estendia-se por uma área de 5,69 km², de densidade populacional de 32 hab/km². Confina com as seguintes comunas: Bruzella, Caneggio, Casasco d'Intelvi (IT-CO), Castel San Pietro, Cerano d'Intelvi (IT-CO), Muggio, Schignano (IT-CO).
Em 25 de outubro de 2009 as comunas de   Bruzella, Cabbio, Caneggio, Morbio Superiore, Muggio, Sagno agregaram-se e foi criado o município de Breggia.
A língua oficial nesta comuna foi o Italiano.